# Балибоуфи
Балибоуфи (на английски: Ballybofey; на ирландски: Bealach Féich) е град в северната част на Ирландия, графство Донигал на провинция Ълстър. Разположен е около река Фин на 21 km от границата със Северна Ирландия и от административния център на графствово Лифорд. Имал е жп гара от 3 юни 1895 г. до 15 декември 1947 г. Заедно със съседния град Странорлар са наричани градове близнаци (twin towns) и при преброяването на населението жителите на двата града се отчитат заедно. Населението му заедно със Странорлар е 4176 жители от преброяването през 2006 г. 

## Спорт
Представителният футболен отбор на града се казва ФК Фин Харпс. Той е дългогодишен участник във висшия ешелон на ирландския футбол Ирландската премиер дивизия.